# Meroglossa ferruginea
Meroglossa ferruginea är en biart som beskrevs av Houston 1975. Meroglossa ferruginea ingår i släktet Meroglossa och familjen korttungebin. Inga underarter finns listade i Catalogue of Life.